# 崔敬嗣
崔敬嗣（？—695年），滑州灵昌县（今河南省安阳市滑县）人，祖籍博陵郡安平县（今河北省衡水市安平县），出自博陵崔氏的博陵第三房，唐朝、武周官员。

## 生平
崔敬嗣喜好樗蒱和饮酒，武则天初年，担任房州刺史，唐中宗李显被贬为庐陵王时被安置在房州，当地官员大多对李显恣行轻慢且没有礼仪法度，只有崔敬嗣和前任房州刺史张知謇、董玄质对李显表现的有礼有敬，提供的物资非常充足，李显经常感激他们。证圣元年，崔敬嗣去世。唐中宗复辟后，有个益州长史与崔敬嗣同名同姓，有关部门每次呈报拟定的官员名单时，唐中宗至少四次亲自提笔越级授予他官职，后来召见这个崔敬嗣当面谈话，才知道认错了人。唐中宗访问得知崔敬嗣已经去世，就派遣中书令韦安石授予崔敬嗣的儿子崔悦官职，因为崔悦爱好喝酒不堪任官，就授予他洛州司功，又改授予五品散官。

## 家族

### 祖父
- 崔咸[1]

### 父亲
- 崔表[1]

### 夫人
- 李氏，追封金城郡君[8]

### 子女
- 崔悦，洛州司功[1]
- 崔协[1]
- 崔氏，嫁朝议郎、怀州司士参军陈希沖[8]

### 孙子
- 崔光远，成都尹、剑南节度营田观察处置使、御史大夫、邺国公